# Сечинаро
Сечинаро (итал. Secinaro) је насеље у Италији у округу Л'Аквила, региону Абруцо.
Према процени из 2011. у насељу је живело 383 становника. Насеље се налази на надморској висини од 735 м.

## Становништво
Према резултатима пописа становништва 2011. у општини је живело 383 становника.
| 1931. | 1936. | 1951. | 1961. | 1971. | 1981. | 1991. | 2001. | 2011. |
| ----- | ----- | ----- | ----- | ----- | ----- | ----- | ----- | ----- |
| 1.934 | 1.757 | 1.585 | 1.335 | 924   | 765   | 558   | 480   | 383   |